# 후나바시정
후나바시정(船橋町)은 지바현 히가시카쓰시카군에 일찍이 존재했던 정이다. 현재의 후나바시시 남부에 해당한다.

## 역사
- 1889년 4월 1일 - 정촌제 시행에 의해 히가시카쓰시카군 후나바시정이 성립하였다.
- 1937년 4월 1일 - 가쓰시카정, 야사카에촌, 호덴촌, 쓰카다촌과 합병해 후나바시시 설치되어, 동일 후나바시정은 폐지되었다.

## 교통

### 철도노선
- 소부 본선 (1909년 국유화) -1894년 개통
- 게이세이 전철

### 주요 고속도로
- 지바 가도
- 도가네 가도
- 교토쿠 가도

## 관련문헌
- 船橋町誌 - 구글 도서（千葉県東葛飾郡船橋町、1937年）